# Coloradisaurus
Coloradisaurus (significando "lagarto do Colorado") foi um gênero de dinossauro do Triássico Superior que viveu na Argentina. A espécie tipo, C. brevis, foi formalmente descrita por Bonaparte em  1978. Pode de fato ser um espécime adulto do Mussaurus. Nomeado originalmente Coloradia, este nome já tinha sido designado à uma mariposa e então o animal foi renomeado. Fósseis de Coloradisaurus foram encontrados na datação de camadas para o Noriano, há 221 a 210 milhões de anos.